# Emesis poeas
Emesis poeas is een vlindersoort uit de familie van de prachtvlinders (Riodinidae), onderfamilie Riodininae.
Emesis poeas werd in 1901 beschreven door Godman.